# Munició especial
Són municions especials aquelles en què d'alguna manera el comportament difereix del d'un cartutx normal. S'entén per normals els que no posseeixen cap particularitat que faci que durant la trajectòria del projectil o bé en el moment de l'impacte s'obtinguin efectes especials.

## Projectils

### De punta expansiva
La finalitat que es vol aconseguir amb aquest tipus de projectils és la d'augmentar el seu poder d'aturada. Aconseguint que el projectil en deformar-se cedeixi la quantitat més gran d'energia a l'objectiu, augmentant amb això l'efecte traumàtic a la peça. Històricament els primers projectils d'aquest tipus que es varen utilitzar varen rebre el nom de Dumdum, per ser en aquest arsenal de l'exèrcit britànic en l'Índia on es varen desenvolupar. En l'estudi d'aquests projectils es fa la següent classificació.

### De punta perforada
La perforació, que pot ser cilíndrica o cònica té una profunditat i un diàmetre variable. La perforació es pot fer tant en els projectils de plom com en els blindats o semi blindats. El resultat és tal que a vegades la deformació és total.

### De punta buida

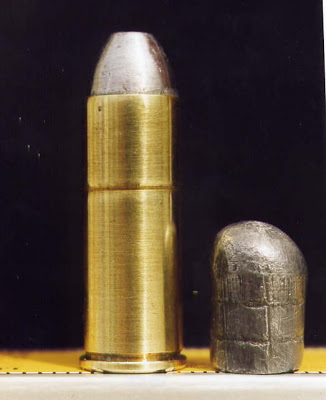
Projectil de punta buida

Són aquells projectils que deixen descoberta una zona del seu cos de longitud variable sense blindatge, i que en ella és substituït aquest per un material bla, generalment plom. En alguns, per afavorir la deformació es practiquen en el blindatge una sèrie de talls o osques, amb el que s'augmenta considerablement la deformació.

### De punta perforada amb falca
Són aquells en el que la perforació està ocupada per un altre element metàl·lic diferent, de material més dur i de forma variada. En els projectils antics de plom s'utilitzava un clau de coure, modernament s'utilitza una bolla de plàstic dur o un con de bronze. Els resultats obtinguts són molt satisfactoris.

## Projectils perforants
Aquests projectils d'ús exclusiu bèl·lic, es van començar a fabricar en els primers anys del segle passat, a fi de poder batre blindatges lleugers dels vehicles militars que ja començaven a maniobrar en els camps de batalla. S'utilitzaven en armes individuals, com eren els fusells, o en col·lectives del tipus metralladora. En un principi es va pensar a utilitzar els projectils amb un blindatge d'acer en vegada del cuproníquel utilitzat, però el desgast de les ànimes dels canons i el seu prest descalibrament va aconsellar cercar una altra solució. El projectil perforant definitiu es va dissenyar formant un conjunt de tres parts. Un nucli d'acer dur de forma cilíndrica-ogival que era l'element perforador, una camisa o blindatge convencional que donava calibre i forma al projectil i un element intermitjà entre els dos que en principi va ser de plom i més modernament de plàstic.
Cada un d'aquests elements exerceix una funció específica. La part exterior, a més de donar calibre i forma al projectil, pot ser d'un material dúctil i bla, fa que el lliscament d'aquest dins el canó sigui suau i no desgasti les estries de l'arma. L'element intermitjà serveix d'unió i dona al projectil el pes necessari que no tindrien per si mateixos el nucli i la camisa. I el nucli, una vegada romputs per l'impacte els altres dos, segueix la trajectòria perforant l'objectiu.

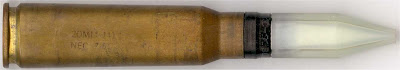
Projectil perforant

La forma del nucli no és sempre la mateixa, ja que a vegades aquest té menys secció en la base que en l'ogiva, altres vegades està perforat en quasi tota la seva extensió, i altres és de petita mida amb relació al conjunt. Tot això està basat en experiències i cada un té un determinat ús específic.

## Projectils traçadors
La seva utilització pot dir-se que va ser simultània amb la Primera Guerra Mundial; reben aquest nombre perquè indiquen la seva trajectòria mitjançant una estela de fum o de llum que van deixant al seu pas. Estan formats per una camisa o blindatge de cuproníquel convencional, un nucli de plom i una substància que en cremar és la que produeix el fum o la llum que va deixant el projectil rere seu. La longitud d'aquests projectils sol ser major que la normal, encara que el pes és el mateix. Això és degut al fet que necessiten un espai per contenir la substància traçant. El seu funcionament és el que segueix: quan es produeix el tret la pólvora del cartutx, que serveix de propulsora del projectil, en cremar crema la substància traçant col·locada al culot d'aquest, la qual comença a cremar-se produint fum o llum. Solen dur una substància retardadora, a fi que el traç no comenci a fer-se visible fins a una certa distància de la boca de foc i d'aquesta manera no poder detectar on es troba l'arma.
La utilització tàctica d'aquests cartutxos és el de poder corregir sobre la marxa el tir, ja que gràcies al traç es veu el camí que recorre el projectil i si aquests es dirigeixen o no a l'objectiu. D'aquest tipus s'utilitzen també cartutxos de senyals, en els quals s'aconsegueixen els distints colors utilitzant per això diversos tipus de substàncies que quan cremen produeixen llum vermella, verda, blanca, etc.
Generalment la substància traçant utilitzada sol ser fòsfor, què una vegada que comença a cremar és molt difícil que s'apagui, i el qual se li afegeixen substàncies colorants que produeixen el color desitjat del traç o senyal.
Aquests cartutxos solen anar pintats en el seu ogival amb el color verd o vermell, depenent el país d'origen, i que serveix per diferenciar-los dels cartutxos ordinaris o d'una altra classe.

## Projectils incendiaris

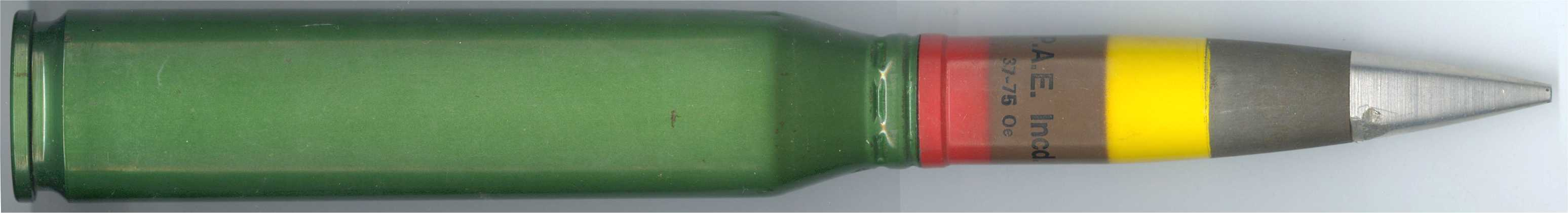
Projectil incendiari

Es tracta de projectils, com el seu nom indica, destinats a produir incendis en el lloc de l'impacte. Generalment estan formats per un blindatge normal i un nucli que deixa lliure una cavitat en la part de l'ogival, lloc on es diposita la matèria inflamable, quasi sempre fòsfor blanc. Quan el projectil xoca contra el blanc, es romp la camisa o blindatge exterior, deixant en contacte amb l'aire el fòsfor blanc que s'inflama. Aquest tipus de projectils produeixen la inflamació del fòsfor en el moment que surten de la boca de foc i arriben d'aquesta manera cremant a l'objectiu.
En aquests últims la substància inflamable va col·locada en el culot del projectil, que és obturat per un tap; malgrat tot, queda un orifici en el lateral del projectil que es tapa una substància fàcilment fusible en produir-se el disparament- bé per l'olor produïda per la combustió de pólvora o bé pel frec del projectil amb l'ànima del canó- es fon el tap deixant en contacte amb l'aire el fòsfor blanc i comença a cremar.
Igual que tots els cartutxos especials, aquests duen un color en l'ogival que pot ser blau, magenta, taronja, etc., depenent com sempre del país d'origen.

## Projectils explosius
Els cartutxos amb projectils explosius són de disseny bastant antic, en un principi s'utilitzaven exclusivament per a la caça. Existien dos models, ambdós patentats a mitjans del segle passat. L'anomenat Norton, per ser aquest el nom del seu inventor, consistia en un cos cilíndric de llautó en el qual es col·locava matèria explosiva, generalment fulminant de mercuri mesclat amb clorat potàssic, i rodejant aquest cilindre una embolicada de plom, suro o cuiro. La càrrega explosiva detonava a causa de la pressió del cop que sofria el projectil en el moment de l'impacte. Un altre model era el patentat per Gardiner, en el que en una petita metxa, que s'encenia en el moment del disparament i a conseqüència de la combustió de la pólvora, era l'encarregada de produir l'explosió del projectil; la utilització de diferents longituds de metxa causava l'explosió en el moment i distància desitjada. Els primers, més perfectes perquè explotassin just en arribar al blanc, no resultaven molt eficaços en la seva utilització en peces de caça, ja que produïen grans ferides molt superficials.

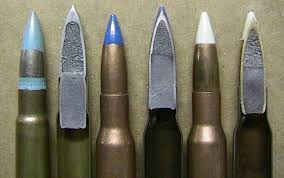
Projectils explosius per dins

Modernament els projectils explosius van dotats d'una espoleta que funciona o bé per contacte o bé a temps, igual que els models primitius, però que proveïdes d'un retard es pot aconseguir l'explosió una fracció de temps després del contacte amb el blanc, amb la qual cosa l'explosió es produeix en l'interior de l'objectiu i els efectes aconseguits d'aquesta manera són molt més grans.
D'aquesta forma funcionaven alguns projectils utilitzats en la marina, els que després de travessar el casc de la nau enemiga explotaven en el seu interior causant grans destrosses tant en personal com en instal·lacions. Òbviament en l'actualitat aquests projectils han reduït el seu ús a fins bèl·lics, especialment contra personal protegit o al descobert i en la defensa anit-aèria.

## Projectils de reglatge
Són un tipus de projectils que en el punt de l'impacte desprenen una petita quantitat de fum i que serveixen perquè el tirador sàpiga el lloc de l'impacte. Altres en vegada de fum produeixen una petita flamarada. S'utilitzen principalment en pràctiques de tir reduït.

## Projectils subsònics
Són els destinats a ser utilitzats en armes previstes de silenciador. No defereixen en res dels normals, llevat de la càrrega de projecció que és menor. Amb això s'aconsegueix una velocitat del projectil menor que la del so, 240 m/seg. Els silenciadors aplicats a les armes de foc són realment eficaços quan es disparen projectils subsònics, i de no ser així la reducció de l'estampida del disparament és molt petita o quasi nul·la.

## Projectils subcalibrats d'alta velocitat
La velocitat d'un projectil depèn del pes i de la càrrega de projecció. Així un cartutx d'un calibre, per exemple 30-06, disparant per una arma convencional, com pot ser un fusell de forrellat, utilitzant un projectil de pes determinat, amb una càrrega de pólvora determinada, donarà una velocitat inicial en la boca d'aquella arma. Si volem augmentar la velocitat, ho aconseguirem alleujant el pes del projectil i conservant la mateixa quantitat de pólvora, o augmentant la càrrega de pólvora i conservant el mateix pes del projectil o modificant ambdós. Però hi ha un factor a tenir en compte, què és la pressió en re-càmera que ha de mantenir-se constant, ja que si s'augmenta massa, es corre el perill de trencament de l'arma. Per això sols ens podem moure dins uns límits, ja que si el projectil és molt lleuger, l'estabilitat d'aquest es ressent granment perdent tota precisió.

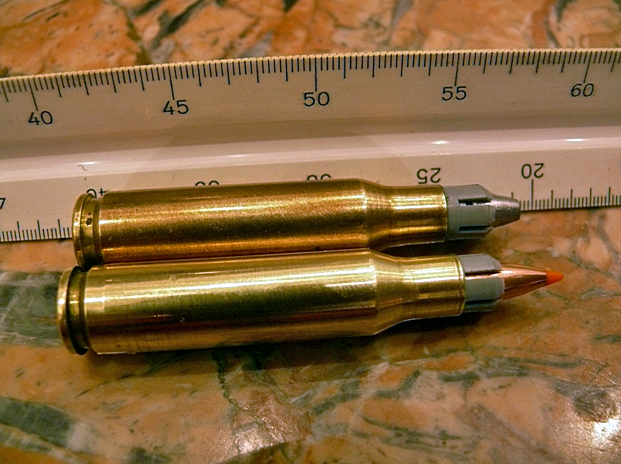
Projectil subcalibrat d'alta velocitat

Per solucionar el problema es va dissenyar un projectil de poc pes però de menor calibre, amb una relació pes-longitud què la dotava d'una forma molt aerodinàmica i d'un gran coeficient balístic. El problema era ara que en ser menor el calibre del projectil què el de l'arma, aquest sortiria ballant per l'ànima sense prendre les estries i amb això no aconseguiria ni precisió ni velocitat. Això es va resoldre dotant al projectil d'una camisa, generalment de material plàstica, que perdia en el moment de sortir del canó, continuant la trajectòria el projectil.
La velocitat aconseguida per aquest tipus de projectils és molt superior a la que pot tenir la mateixa arma. Mantenint-se la mateixa càrrega de projecció sense augmentar la pressió a la re-càmera.

## Projectils complexos
En aquest grup estan inclosos aquells que reuneixen més d'una de les característiques de les explicades anteriorment.
Poden ser, entre altres:
-Projectils perforants traçadors.
-Projectils perforants incendiaris.
-Projectils perforants incendiaris-traçadors.
Encara que de fabricació més complexa, el seu ús és molt normal.